# 小林竜輔
小林 竜輔（こばやし りゅうすけ、Ryusuke Kobayashii）は、日本の俳優・モデル。

## 出演作品
- 《Just Between You and Me》- Corey 役
- 《True Skin 2: Ghost City》- Kay 役